# West Indies Cricket Team gegen Pakistan in der Saison 2001/02
Die Tour des West Indies Cricket Team gegen Pakistan in der Saison 2001/02 fand vom 31. Januar bis zum 17. Februar 2002 in den Vereinigten Arabischen Emiraten statt. Die internationale Cricket-Tour war Teil der internationalen Cricket-Saison 2001/02 und umfasste zwei Test Matches und drei ODIs. Pakistan gewann die Testserie 2-0 und die ODI-Serie 2-1.

## Vorgeschichte
Pakistan spielte zuvor eine Tour in Bangladesch, die West Indies ein Drei-Nationen-Turnier. Das letzte Aufeinandertreffen der beiden Mannschaften bei einer Tour fand in der Saison 2000 in den West Indies statt. Nach den Terroranschlägen des 11. Septembers 2001 in den USA und dem folgenden Eingriff der USA in Afghanistan, stand die geplante Tour in Pakistan lange zur Debatte. Erst zu Beginn des Jahres, einen Monat vor dem Start der Tour entschieden sich die West Indies nicht nach Pakistan zu reisen. Kurz darauf wurde Sharjah als Ausweichort festgelegt und damit wurde die erste Test-Serie an einem neutralen Standort überhaupt ausgetragen.

## Stadion
Für die Tour wurde das folgende Stadion als Austragungsort vorgesehen und am 10. Januar 2002 bekanntgegeben.
| Stadion                             | Stadt   | Kapazität | Spiele                |
| ----------------------------------- | ------- | --------- | --------------------- |
| Sharjah Cricket Association Stadium | Sharjah | 27.000    | 1.–2. Test; 1.–3. ODI |

## Kader
Die West Indies benannten ihren Kader am 22. Januar 2002.
Pakistan benannte seinen Test-Kader am 26. Januar und seinen ODI-Kader am 9. Februar 2002.
| Test | Test | ODI | ODI |
| Pakistan | West Indies | Pakistan | West Indies |
| --- | --- | --- | --- |
| - Waqar Younis (K) - Abdul Razzaq - Danish Kaneria - Inzamam-ul-Haq - Mohammad Yousuf - Naved Latif - Rashid Latif (wk) - Saqlain Mushtaq - Shahid Afridi - Shoaib Akhtar - Taufeeq Umar - Younis Khan | - Carl Hooper (K) - Sherwin Campbell - Shivnarine Chanderpaul - Pedro Collins - Cameron Cuffy - Mervyn Dillon - Daren Ganga - Chris Gayle - Ryan Hinds - Wavell Hinds - Ridley Jacobs (wk) - Dinanath Ramnarine | - Waqar Younis (K) - Abdul Razzaq - Inzamam-ul-Haq - Mohammad Sami - Mohammad Yousuf - Naved Latif - Rashid Latif (wk) - Saqlain Mushtaq - Shahid Afridi - Shoaib Akhtar - Shoaib Malik - Wasim Akram - Younis Khan | - Carl Hooper (K) - Darryl Brown - Shivnarine Chanderpaul - Pedro Collins - Corey Collymore - Cameron Cuffy - Mervyn Dillon - Daren Ganga - Chris Gayle - Ryan Hinds - Wavell Hinds - Ridley Jacobs (wk) - Runako Morton |

## Test Matches in Sharjah

### Erster Test
| 31. Januar – 4. Februar Scorecard | Sharjah | Pakistan 493 (161.5) & 214-6d (57.4) | – | West Indies 366 (125.3) & 171 (62.5) |
|                                   |         | Pakistan gewinnt mit 170 Runs        |   |                                      |

### Zweiter Test
| 7.–10. Februar Scorecard | Sharjah | Pakistan 472 (135) & 225-5d (76) | – | West Indies 264 (84.5) & 189 (61) |
|                          |         | Pakistan gewinnt mit 244 Runs    |   |                                   |

## One-Day Internationals in Sharjah

### Erstes ODI
| 14. Februar Scorecard | Sharjah | West Indies 190 (48.3)         | – | Pakistan 193-6 (46.1) |
|                       |         | Pakistan gewinnt mit 4 Wickets |   |                       |

### Zweites ODI
| 15. Februar Scorecard | Sharjah | Pakistan 232 (49)            | – | West Indies 181 (34.4) |
|                       |         | Pakistan gewinnt mit 51 Runs |   |                        |

### Drittes ODI
| 17. Februar Scorecard | Sharjah | West Indies 260-5 (50)           | – | Pakistan 150 (40.2) |
|                       |         | West Indies gewinnt mit 110 Runs |   |                     |

## Statistiken
Die folgenden Cricketstatistiken wurden bei dieser Tour erzielt.
| Tests           | Tests       | Tests   | Tests   | Tests   | Tests   | Tests   | Tests   | Tests   |
| Batting         | Batting     | Batting | Batting | Batting | Batting | Batting | Batting | Batting |
| Spieler         | Mannschaft  | Spiele  | Innings | Runs    | Average | HS      | 100s    | 50s     |
| --------------- | ----------- | ------- | ------- | ------- | ------- | ------- | ------- | ------- |
| Younis Khan     | Pakistan    | 2       | 4       | 309     | 77,25   | 153     | 1       | 2       |
| Yousuf Youhana  | Pakistan    | 2       | 4       | 270     | 90,00   | 146     | 1       | 2       |
| Rashid Latif    | Pakistan    | 2       | 4       | 215     | 107,50  | 150     | 1       | 0       |
| Carl Hooper     | West Indies | 2       | 4       | 154     | 51,33   | 84*     | 0       | 2       |
| Chris Gayle     | West Indies | 2       | 4       | 144     | 36,00   | 68      | 0       | 2       |
| Bowling         |             |         |         |         |         |         |         |         |
| Spieler         | Mannschaft  | Spiele  | Overs   | Wickets | Average | BBI     | 5W      | 10W     |
| Shoaib Akhtar   | Pakistan    | 2       | 60      | 10      | 17,80   | 5/24    | 1       | 0       |
| Mervyn Dillon   | West Indies | 2       | 104     | 10      | 30,60   | 3/57    | 0       | 0       |
| Abdul Razzaq    | Pakistan    | 2       | 44.5    | 9       | 14,00   | 4/25    | 0       | 0       |
| Waqar Younis    | Pakistan    | 2       | 53.3    | 8       | 24,50   | 4/44    | 0       | 0       |
| Saqlain Mushtaq | Pakistan    | 2       | 87.5    | 7       | 31,14   | 3/75    | 0       | 0       |
| Cameron Cuffy   | West Indies | 2       | 103     | 7       | 41,00   | 4/82    | 0       | 0       |

| ODIs                   | ODIs        | ODIs    | ODIs    | ODIs    | ODIs    | ODIs    | ODIs    | ODIs    |
| Batting                | Batting     | Batting | Batting | Batting | Batting | Batting | Batting | Batting |
| Spieler                | Mannschaft  | Spiele  | Innings | Runs    | Average | HS      | 100s    | 50s     |
| ---------------------- | ----------- | ------- | ------- | ------- | ------- | ------- | ------- | ------- |
| Carl Hooper            | West Indies | 3       | 3       | 164     | 82,00   | 112*    | 1       | 0       |
| Shoaib Malik           | Pakistan    | 2       | 2       | 148     | 148,00  | 111*    | 1       | 0       |
| Chris Gayle            | West Indies | 3       | 3       | 131     | 43,66   | 62      | 0       | 2       |
| Shivnarine Chanderpaul | West Indies | 3       | 3       | 89      | 29,66   | 67      | 0       | 1       |
| Rashid Latif           | Pakistan    | 3       | 3       | 89      | 29,66   | 47      | 0       | 0       |
| Bowling                |             |         |         |         |         |         |         |         |
| Spieler                | Mannschaft  | Spiele  | Overs   | Wickets | Average | BBI     | 5W      | 10W     |
| Abdul Razzaq           | Pakistan    | 3       | 24      | 5       | 15,60   | 2/18    | 0       | 0       |
| Mohammad Sami          | Pakistan    | 2       | 16.4    | 5       | 19,60   | 4/44    | 0       | 0       |
| Mervyn Dillon          | West Indies | 3       | 25.1    | 5       | 23,00   | 2/26    | 0       | 0       |
| Waqar Younis           | Pakistan    | 3       | 23      | 5       | 24,80   | 2/40    | 0       | 0       |
| Chris Gayle            | West Indies | 3       | 7.2     | 4       | 7,25    | 4/19    | 0       | 0       |
| Carl Hooper            | West Indies | 3       | 28      | 4       | 28,25   | 2/44    | 0       | 0       |
| Shoaib Akhtar          | Pakistan    | 3       | 25      | 4       | 30,00   | 2/49    | 0       | 0       |

## Player of the Series
Als Player of the Series wurden die folgenden Spieler ausgezeichnet.
| Serie | Player of the Series       |
| ----- | -------------------------- |
| Test  | Abdul Razzaq               |
| ODI   | Abdul Razzaq Mervyn Dillon |

### Player of the Match
Als Player of the Match wurden die folgenden Spieler ausgezeichnet.
| Spiel   | Player of the Match |
| ------- | ------------------- |
| 1. Test | Shoaib Akhtar       |
| 2. Test | Younis Khan         |
| 1. ODI  | Abdul Razzaq        |
| 2. ODI  | Shoaib Malik        |
| 3. ODI  | Carl Hooper         |